# Выборы в Сенат США в Северной Дакоте (2022)
Выборы в Сенат США в Северной Дакоте состоялись 8 ноября 2022 года. Победитель представит штат в верхней палате Конгресса США. Действующий сенатор-республиканец Джон Хувен впервые был избран в 2010 году с 76% голосов, а также выиграл переизбрание в 2016 году с 78,5% голосов. В 2022 году баллотировался на переизбрание.
Внутрипартийные выборы в Северной Дакоте состоялись 14 июня. По результатам всеобщих выборов Хувен был переизбран на третий срок.

## Праймериз Республиканской партии

### Кандидаты

#### Номинант
- Джон Хувен — действующий сенатор США от штата Северная Дакота (с 2011 года)[2][3]

#### Участники праймериз
- Райли Кунц — работник нефтяной отрасли[5]

#### Снявшиеся с выборов
- Рик Беккер[англ.] — член Палаты представителей Северной Дакоты (с 2012 года)[6][7]

### Результаты

Результаты по округам:

| Кандидат | Кандидат             | Партия             | Голосов | %     |
| -------- | -------------------- | ------------------ | ------- | ----- |
|          | Джон Хувен (действ.) | Республиканская    | 59 529  | 77,83 |
|          | Райли Кунц           | Республиканская    | 16 400  | 21,44 |
|          | Вписанный кандидат   | Вписанный кандидат | 557     | 0,73  |
| Всего    | Всего                | Всего              | 76 486  | 100   |

## Праймериз Демократической партии

### Кандидаты

#### Номинант
- Катрина Кристиансен — профессор инженерии Джеймстаунского университета[англ.][9]

#### Участники праймериз
- Майкл Стил — бизнесмен[9]

### Выборы

Результаты по округам:

| Кандидат | Кандидат            | Партия             | Голосов | %     |
| -------- | ------------------- | ------------------ | ------- | ----- |
|          | Катрина Кристиансен | Демократическая    | 17 187  | 76,78 |
|          | Майкл Стил          | Демократическая    | 5174    | 23,11 |
|          | Вписанный кандидат  | Вписанный кандидат | 24      | 0,11  |
| Всего    | Всего               | Всего              | 22 385  | 100   |

## Независимые кандидаты

#### Квалифицировались
- Рик Беккер[англ.] — член Палаты представителей Северной Дакоты[10]

## Всеобщие выборы

### Предвыборная статистика
Обозначения:
- Р — равенство
- НП — небольшое преимущество
- ДП — достаточное преимущество
- СП — существенное, но преодолимое преимущество
- ОП — огромное преимущество

| Источник                  | Рейтинг | По состоянию на: |
| ------------------------- | ------- | ---------------- |
| The Cook Political Report | ОП (Р)  | 22 сентября 2022 |
| Inside Elections          | ОП (Р)  | 23 сентября 2022 |
| Sabato's Crystal Ball     | ОП (Р)  | 31 августа 2022  |
| Politico                  | ОП (Р)  | 5 сентября 2022  |
| RealClearPolitics         | ОП (Р)  | 20 сентября 2022 |
| Fox News                  | ОП (Р)  | 20 сентября 2022 |
| DDHQ                      | ОП (Р)  | 12 сентября 2022 |
| 538                       | ОП (Р)  | 22 сентября 2022 |
| The Economist             | ОП (Р)  | 15 сентября 2022 |

### Результаты
| Кандидат | Кандидат             | Партия               | Голосов | %     |
| -------- | -------------------- | -------------------- | ------- | ----- |
|          | Джон Хувен (действ.) | Республиканская      | 135 474 | 56,42 |
|          | Катрина Кристиансен  | Демократическая      | 59 995  | 24,98 |
|          | Рик Беккер           | Независимый кандидат | 44 406  | 18,49 |
|          | Вписанный кандидат   | Вписанный кандидат   | 265     | 0,11  |
| Всего    | Всего                | Всего                | 240 140 | 100   |